# Souligné-Flacé
Souligné-Flacé település Franciaországban, Sarthe megyében. Lakosainak száma 646 fő (2022. január 1.). Souligné-Flacé Coulans-sur-Gée, Chemiré-le-Gaudin, Brains-sur-Gée, Chaufour-Notre-Dame, Crannes-en-Champagne, Étival-lès-le-Mans, Fay és Louplande községekkel határos.

## Népesség
A település népessége az elmúlt években az alábbi módon változott:
| Lakosok száma | 698  | 692  | 701  | 686  | 679  | 672  | 665  | 657  | 646  |
|               | 2013 | 2015 | 2016 | 2017 | 2018 | 2019 | 2020 | 2021 | 2022 |